# Подкасты (Apple)
Apple Podcasts (известный как просто "Подкасты" в ОС Apple) —  стриминговый сервис для подкастов разработанный  компанией Apple. Apple начала поддерживать подкасты с iTunes 4.9, выпущенной в июне 2005 года, и запустила свое первое автономное мобильное приложение в 2012 году. Приложение стало предустанавливаться на iOS в октябре 2014 года. Каталог приложения содержит более двух миллионов передач. Программа доступна на операционных системах IOS, iPadOS, macOS, watchOS, tvOS, CarPlay, Microsoft Windows и на устройствах Amazon Alexa.

## История
Apple была из первых компаний, популяризовавших подкасты (этот термин представляет собой словослияние названия проигрывателя музыки Apple iPod и английского термина broadcasting), но возможность их проигрывания была добавлена в iTunes 4.9, выпущенной в июне 2005 года, в которой также появился каталог шоу.
В начале 2020 года количество программ, доступных для прослушивания в Apple Podcasts, превысило миллион. В июне 2021 года Apple дала создателям подкастов возможность реализовывать платные подписки через каналы подкастов.

## Поддерживаемые платформы

### iOS, tvOS и watchOS
Отдельное приложение Apple Podcasts было представлено на Worldwide Developers Conference 2012 года как функция iOS 6. Apple выпустила приложение в App Store 26 июня 2012 года.
Отдельное приложение Apple Podcasts было представлено на Apple TV 2-го и 3-го поколения 24 сентября 2012 года с обновлением программного обеспечения 6.0. Apple TV 4-го поколения на базе tvOS был выпущен в октябре 2015 года без возможности воспроизведения подкастов, несмотря на то, что значок подкастов появлялся на главном экране в рекламных роликах, демонстрационных видео в магазинах и документации для разработчиков. Подкасты были добавлены в tvOS 9.1.1, выпущенном 26 января 2016 года.
Подкасты были добавлены на Apple Watch с watchOS 5 17 сентября 2018 года.

### macOS и Windows
Подкасты на macOS и Windows изначально были доступны как часть приложения iTunes, в котором поддержка подкастов появилась в версии 4.9, выпущенной в июне 2005 года.
В 2019 году Apple объявила, что iTunes на macOS будет разделена и заменена приложениями «Музыка», TV и «Подкасты» с выпуском macOS Catalina. Подкасты всё ещё доступны в iTunes для Windows.

### Умные колонки
Семейство умных колонок Apple HomePod поддерживает подкасты с использованием голосового пользовательского интерфейса. Поддержка Apple Podcasts была добавлена в линейку Amazon Echo в декабре 2019 года.